# Lebanon (Ohio)
Lebanon ist eine City im Warren County, Ohio, Vereinigte Staaten und dient als der Verwaltungssitz (County Seat) des Warren Countys. Das U.S. Census Bureau ermittelte bei der Volkszählung 2020 eine Einwohnerzahl von 20.841.

## Geographie
Lebanon liegt im Südwesten des Bundesstaates Ohio zwischen den großen Städten Cincinnati im Süden und Dayton im Norden. Die Stadt liegt an der Interstate 71, die die Stadt Louisville in Kentucky mit den Städten Cincinnati, Columbus, Mansfield und Cleveland in Ohio verbindet und hier zwischen Lebanon und South Lebanon in nordöstliche Richtung verläuft.
Durch die Stadt verlaufen sternförmig der U.S. Highway 42, die Ohio State Route 48, die Ohio State Route 63 und die Ohio State Route 123.

## Geschichte
Der Ortsname wurde aufgrund der zahlreichen Wacholder-Bäume, die von ferne der Libanon-Zeder ähneln, gewählt. 
Im Jahr 1800 kam Ichabod Corwin als erster Siedler in das Gebiet, das erst ab 1802 Lebanon genannt wurde. 1803 gab es erst fünf Siedler in dem Gebiet, und da es sich ausschließlich um Männer handelte, machte man sich nicht viele Hoffnungen auf ein rasches Wachstum der Bevölkerung. Im Jahr 1805 wurde jedoch Lebanon der Sitz der Verwaltung des Countys und 1806 wurde das erste Gerichtsgebäude erbaut. 1810 wurde Lebanon als eigene Gemeinde eingerichtet.
1840 hatte die Gemeinde 1327 Einwohner. Der Bau des Warren County Canal hatte dieses Wachstum mit sich gebracht. Dazu kamen verbesserte Straßen nach Cincinnati, Dayton und Columbus. Die erste Eisenbahn war die Little Miami Railroad, die vier Meilen südlich der Stadt verlief. 1846 gab es bereits sechs Kirchen, zwei Zeitungsredaktionen, 15 Läden, zwei Sägemühlen und eine Getreidemühle in der Stadt. 
Bei der Volkszählung 1890 waren es 3174 Menschen, die hier lebten. Es gab bereits eine Universität, die 1855 gegründete National Normal University mit fast 2000 Studenten. Diese wurde im Jahre 1917 wieder geschlossen.

## Kultur und Sehenswürdigkeiten
Die Stadt ist bekannt für ihre alten Häuser aus dem 19. Jahrhundert, Antiquitätenläden und Eissalons.
In Lebanon gibt es zahlreiche Sehenswürdigkeiten, darunter die Lebanon Mason Monroe Railroad (LM&M), die Fahrten mit einer Museumseisenbahn anbietet. Bei der alten Bahnstation beginnt auch der Lebanon Countryside Trail, ein Radwanderweg, der über mehrere Brücken über den Turtle Creek führt und einen Anschluss zum Little Miami Scenic Trail besitzt.
Die Stadt führt ein Sinfonieorchester und einen Chor, eher ungewöhnlich bei Städten dieser Größe.

## Persönlichkeiten
Bekannte Persönlichkeiten aus Lebanon (Ohio) sind: 
- Milton Brown (1804–1883), US-amerikanischer Politiker
- Richard S. Canby (1808–1895), Politiker
- Charles Clark (1811–1877), General, Gouverneur des Staates Mississippi
- Franklin Corwin (1818–1879), Politiker
- John M. Chivington (1821–1894), Offizier
- Jeremiah M. Wilson (1828–1901), Politiker
- Anthony F. Ittner (1837–1931), Politiker
- Charles Cretors (1852–1934), Erfinder der Popcornmaschine (1885)
- Bruce Edwards Ivins (1946–2008), Mikrobiologe, Immunologe und Forscher für B-Waffen
- Jill Jones (* 1962), Sängerin, Begleitsängerin und Songwriterin